# Édison Méndez
Edison Vicente Méndez Méndez (Chota, 1979. március 16. –) ecuadori válogatott labdarúgó. A Santa Fe játékosa.

## Pályafutása

### Klubcsapatban
Pályafutását a Deportivo Quito csapatában kezdte 1997-ben. A fővárosi csapatban öt szezont játszott, majd 2002-ben az El Nacional együtteséhez igazolt. 2004-ben Mexikóba szerződött, ahol előbb az Irapuato, majd a Santos Laguna együttesénél játszott. 2005-ben hazatért az LDU Quito-hoz, ahol egy évet töltött és a 2006–07-es szezonban kölcsönadták a PSV Eindhovennek. Első mérkőzését a Willem II ellen játszotta és rögtön két gólt szerzett. Az első ecuadori labdarúgó volt, aki bemutatkozhatott a bajnokok ligájában és az első, aki gólt is szerzett. 2007 márciusában az ő góljával győzték le az Arsenalt. A holland klubot 2009-ig erősítette, ezalatt két bajnoki címet szerzett. Ezt követően visszaigazolt az LDU Quito együtteséhez, melynek színeiben megnyerte az ecuadori bajnokságot és a Copa Sudamericanát. Később játszott még az Atlético Mineiro, az Emelec, az Independiente Santa Fe és az El Nacional csapataiban.

### A válogatottban
2000 és 2014 között 111 alkalommal szerepelt az ecuadori válogatottban és 18 gólt szerzett. Részt vett a 2001-es, a 2004-es, a 2007-es, és a 2011-es Copa Américán, a 2002-es CONCACAF-aranykupán, illetve a 2002-es, a 2006-os és a 2014-es világbajnokságon.

## Sikerei, díjai
PSV Eindhoven
- Holland bajnok (2): 2006–07, 2007–08

LDU Quito
- Ecuadori bajnok (2): 2005 Apertura, 2010
- Copa Sudamericana (1): 2009